# Hamilton O. Smith
Hamilton Othanel Smith (* 23. srpna 1931) je americký mikrobiolog a nositel Nobelovy ceny.
Smith se narodil 23. srpna 1931 v New Yorku, USA. Navštěvoval Univerzitu Illinois v Urbana Champaign, ale v roce 1950 přestoupil na Kalifornskou univerzitu v Berkeley, kde v roce 1952 získal titul B.A. z matematiky . Lékařský titul získal na Lékařské fakultě Univerzity Johna Hopkinse v roce 1956. V letech 1956–1957 pracoval Smith pro  Medical Service na Washingtonově univerzitě v St. Louis. V roce 1975 mu bylo uděleno Guggenheimovo stipendium, které strávil na Curyšské univerzitě.
V roce 1970 Smith a Kent W. Wilcox objevili první typ restrikčního enzymu, který je nyní označován jako HindII. Smith dále objevil DNA methyltransferasy, které tvoří druhou polovinu restrikčních a modifikačních systémů bakteriálního hostitele, jak předpokládal Werner Arber ze Švýcarska.
V roce 1978 mu byla spolu s Wernerem Arberem a Danielem Nathansem udělena Nobelova cena za fyziologii a medicínu za objev restrikčních enzymů typu II.
Později se stal vůdčí osobností v rodícím se oboru genomiky, když v roce 1995 spolu s týmem Institutu pro genomický výzkum sekvenoval první bakteriální genom, a to bakterie Haemophilus influenzae. H. influenza byl stejný organismus, u kterého Smith koncem 60. let 20. století objevil restrikční enzymy. Následně hrál klíčovou roli při začátcích sekvenování mnoha genomů v Institutu pro genomický výzkum a při sestavování genomu lidského genomu na Celera Genomics, kam nastoupil hned po založení v roce 1998.
Vedl tým na Ústavu J. Craiga Ventera, se kterým pracoval na vytvoření částečně syntetické bakterie, Mycoplasma laboratorium. V roce 2003 stejná skupina uměle vytvořila genom bakteriofága, Phi X 174. V současné době je Smith vědeckým ředitelem soukromé společnosti Synthetic Genomics, která byla založena v roce 2005 Craigem Venterem za účelem pokračování v této práci. V současné době společnost Synthetic Genomics pracuje na výrobě biopaliva v průmyslovém měřítku pomocí rekombinantních řas a dalších mikroorganismů.